# Paul Flamant
Paul Flamant (1892 – 1940) foi um matemático francês, conhecido como tradutor e editor das lições de Gaston Julia publicadas na monografia Leçons sur les Fonctions Uniformes à Point Singulier Essentiel Isolé (1924). De acordo com Joseph Ritt, "a monografia de Julia é provavelmente a mais apurada da Coleção Borel."
Paul Flamant matriculou-se em 1913 na Escola Normal Superior de Paris (ENS) como o aluno melhor avaliado, mas antes de completar a graduação for para o front na Primeira Guerra Mundial como segundo-tenente do exército francês. Foi ferido e preso em Charleroi. Passou quase quatro anos como prisioneiro de guerra, retornando então para a ENS e foi aprovado na agrégation (e foi o estudante melhor colocado no ano do exame). Obteve um doutorado na Universidade de Estrasburgo em 1924. Tornou-se professor da Universidade de Estrasburgo. No começo da Segunda Guerra Mundial, como capitão da reserva, estava estacionado nos bunkers úmidos e frios da Linha Maginot. Sua saúde se deteriorou e ele logo morreu.
Foi palestrante convidado do Congresso Internacional de Matemáticos em Bolonha (1928) e Oslo (1936).

## Publicações selecionadas
- "Agrégation des sciences mathématiques (session de 1924)." Nouvelles annales de mathématiques : journal des candidats aux écoles polytechnique et normale, Série 5 : Volume 3 (1924): 342–343.
- "Complément à la note de MH Hildebrandt." Annales de la Société Polonaise de Mathématique T. 5 (1926) (1927).
- "Le développement d’une transmutation linéaire par rapport à la différentiation finie." Rendiconti del Circolo Matematico di Palermo (1884-1940) Volume 54, no. 1 (1930): 371–413. doi:10.1007/BF03021202